# Joe McPhee
Pour les articles homonymes, voir McPhee.

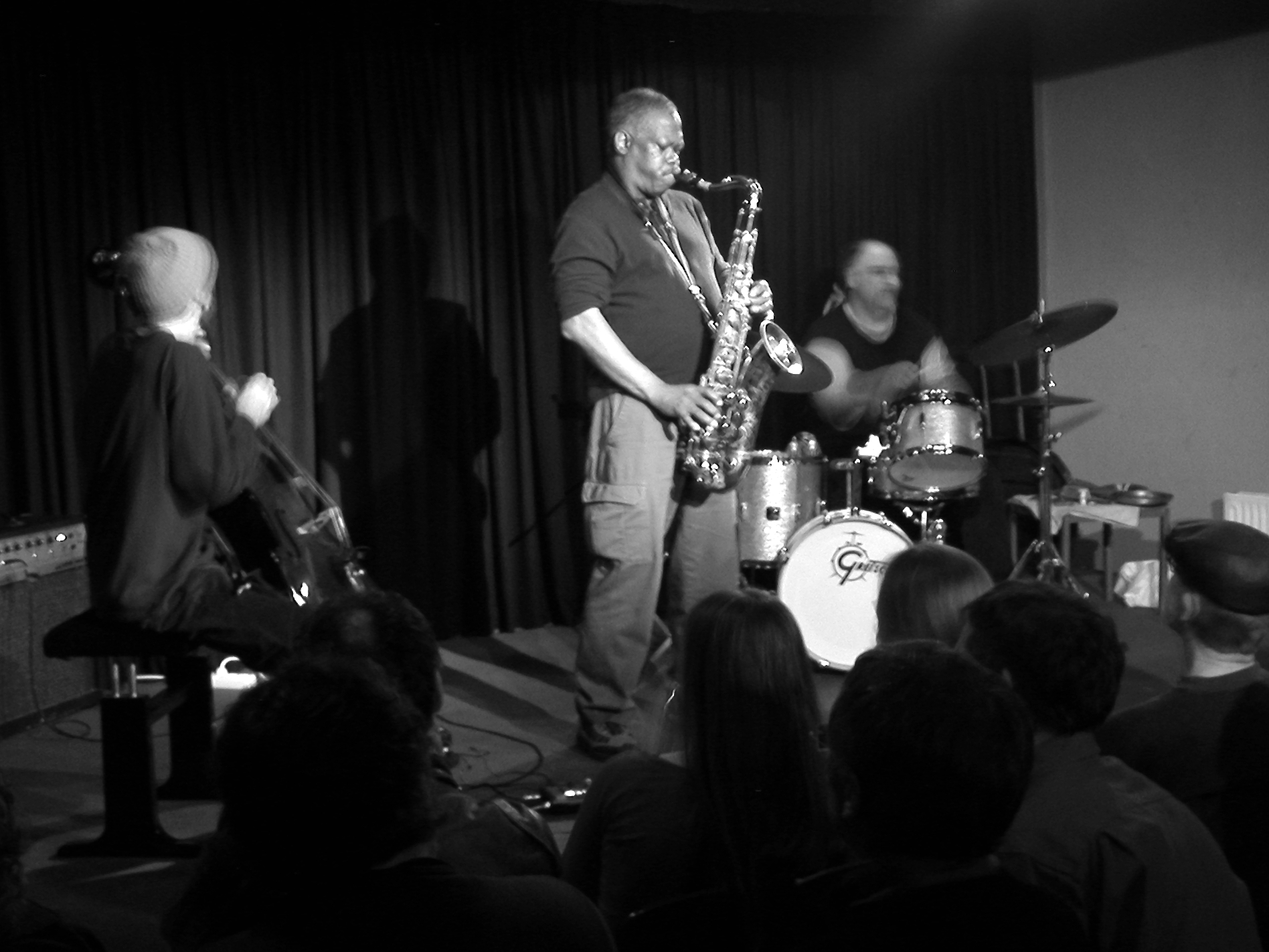
Joe McPhee en concert avec le Survival Unit Trio en 2007

Joe McPhee est un saxophoniste (tenor, alto et soprano) et multi-instrumentiste (trompette, bugle et trombone) de jazz américain, né le 3 novembre 1939 à Miami. McPhee est connu pour son implication dans le free jazz dans les années 60 aux États-Unis et en Europe.

## Biographie
Joe McPhee a étudié la trompette dès ses huit ans. Il commence par jouer dans des orchestres de lycée et des orchestres militaires, avant de véritablement commencer sa carrière en 1967 en jouant avec Clifford Thornton (en) sur l'album Freedom and Unity, puis en jouant avec Dewey Redman et David Izenzon.
En 1968, il apprend le saxophone en autodidacte, influencé par la puissance de la musique de John Coltrane, Albert Ayler et Ornette Coleman. Ses premiers albums en tant que leader sortent à partir de 1969 sur le label CJR créé par le peintre Craig Johnson. En 1974, il commence une série d'enregistrement pour le label suisse Hat Hut à la suite d'une rencontre avec son fondateur Werner Uehlinger aux États-Unis. À partir de cette période il joue alors avec de nombreux musiciens européens. Il crée notamment au début des années 80 le Joe McPhee Po Music dans lequel on retrouve notamment André Jaume, Irène Schweizer, Pierre Favre, Radu Malfatti, Raymond Boni, ou Urs Leimgruber. Il joue également avec les musiciens Daunik Lazro, Claude Tchamitchian, Evan Parker ou Jérôme Bourdellon.
Dans les années 80, McPhee rencontre Pauline Oliveros. Il se produira et enregistrera plusieurs albums avec son groupe, le Deep Listening Band. Depuis 1998, il joue au sein du Trio X avec Jay Rosen et Dominic Duval. À la fin des années 90, il intègre le Peter Brötzmann Chicago Tentet aux côtés de Peter Brötzmann, Fredrick Lonberg-Holm, Hamid Drake, Jeb Bishop, Johannes Bauer, Ken Vandermark, Kent Kessler, Mars Williams, Mats Gustafsson et Michael Zerang.
Aujourd'hui, Joe Mc Phee est toujours très actif et continue de jouer aux États-Unis et en Europe.

## Discographie
- Discographie sur Discogs
- Discographie sur MusicBrainz
- Discographie sur le site de Joe McPhee